# Туканеты
Туканеты (лат. Aulacorhynchus) — род птиц семейства тукановых (Ramphastidae) в составе отряда дятлообразных (Piciformes). В состав рода включают 11 видов.

## Описание
Величина туканетов варьирует в пределах 30—48 см, у них преимущественно зелёное оперение. Клюв по сравнению с представителями других родов семейства небольшой. Горло белого, серого или голубого цвета. Нижняя сторона хвоста, а также кончики хвостовых перьев отличаются от остального оперения красным цветом. Все туканеты пользуются своим клювом, чтобы делать отверстия в рыхлой древесине, однако часто используют также дупла дятлов для гнездования.

## Распространение
Туканеты населяют горные леса от южной Мексики до Боливии и Гайаны, предпочитая высоты от 900 до 3000 м. Благодаря густому оперению они приспособлены к сильным колебаниям температуры, в зимнее время переселяются в более низинные области.

## Классификация
В состав рода включают 11 видов:
- Aulacorhynchus coeruleicinctis — Сероклювый туканет
- Aulacorhynchus derbianus — Туканет Дерби
- Aulacorhynchus haematopygus — Малиновопоясничный туканет
- Aulacorhynchus huallagae — Желтобровый туканет
- Aulacorhynchus prasinus — Изумрудный туканет
- Aulacorhynchus sulcatus — Голуболицый туканет
- Aulacorhynchus albivitta
- Aulacorhynchus atrogularis
- Aulacorhynchus caeruleogularis
- Aulacorhynchus wagleri
- Aulacorhynchus whitelianus